# Richards Island (Nordwest-Territorien)
Richards Island ist eine zu den Nordwest-Territorien gehörende kanadische arktische Insel in der Beaufortsee. Mit 2165 km² ist sie die größte in diesem Gewässer. Sie ist unbewohnt.

## Geographie
Richards Island liegt im Delta des mit Quellflüssen 4260 km langen Mackenzie River. Die Insel ist 85 km lang und 42 km breit. Mit einer Fläche von 2165 km² ist sie die fünfunddreißigstgrößte Kanadas. Im Osten wird sie durch den Hauptkanal des Mackenzie River vom Festland getrennt, im Westen liegt der engere Reindeer Channel zwischen Richards Island und den kleineren Nachbarinseln Langley Island sowie Kendall Island. Im Norden grenzt Richards Island an die Beaufortsee. Etwa ein Viertel der Insel ist von Wasser bedeckt, den Großteil hiervon machen kleine Seen aus, von denen mehrere hundert existieren und deren Fläche im Durchschnitt 33 Hektar beträgt. Die Seen sind flach und kreieren eine komplexe Formation aus zusammenhängenden Gewässern und Strömen, die von größeren Deltakanälen unterbrochen werden. Viele von ihnen entstanden durch das teilweise Schmelzen des Permafrostbodens, das zu mit Wasser gefüllten Senken, also Seen, führte. Dieser Prozess wird Thermokarst genannt. Richards Island ist sehr flach, und der Rest der Insel besteht aus Flüssen und gefrorenem Boden, auf dem nur spärliche Vegetation wächst. Sie ist durch das Labyrinth der vielen Seen, Kanäle und Feuchtgebiete allerdings nur schwer zu vermessen.

## Sonstiges
Obwohl die Insel unbewohnt ist, existieren dort mehrere große Öl- und Gasanlagen.
Richards Island wurde 1826 von dem schottischen Entdecker und Polarforscher John Richardson nach dem damaligen Governor der Bank of England, John Baker Richards, benannt.